# Abrincatus
Els abrincatus o abrincats, anomenats Abrincatuos per Plini el Vell i Ἀβρινκάτουοι per Claudi Ptolemeu, van ser un poble gal de l'Armòrica. Vivien a les valls dels rius Sée i Sélune i a la riba dreta del Couesnon al voltant de la badia del Mont Saint-Michel. El seu territori correspondria a la zona sud de l'actual departament de Manche. Al nord, tenien per veïns als Unel·les, de qui probablement eren clients. A l'oest i al sud els Rèdons, i al sud-est els Diablintes. Al nord-est hi havia els Baiocasses i els Viducasses. El nom dels abrincats va configurar el de la ciutat d'Avranches.

## Història
Sembla que cap al segle ix aC els abrincatui van fundar la ciutat d'Avranches. El fet que els abrincats no fossin mencionats per Juli Cèsar a la Guerra de les Gàl·lies, sobretot en el context del relat de la campanya de Quintus Titurius Sabinus l'any 56 aC, implica que no constituïen un poble independent. Generalment s'accepta que en el moment d'aquella guerra (58-51 aC), eren súbdits o estaven federats amb els Unel·les i probablement es van desvincular d'ells al començament de l'Imperi Romà. Cap al segle iv, la Notitia Dignitatum els anomena Abrincateni. Quan els gals es van independitzar dels romans a començaments del segle v, van formar juntament amb altres pobles de l'Armòrica el que es va conèixer com a "Confederació Armoricana", un territori que comprenia una bona part de la costa atlàntica, per lluitar contra el que restava de les forces romanes.

## Etimologia
Encara que no hi ha un consens clar sobre l'etnònim dels abrincatus, alguns autors fan derivar la paraula del celta *abro (una forma reconstruïda) que voldria dir "poderós", "fort", "violent", i catu "combat", "guerra", "batalla" i el significat seria "poderosos guerrers" o "[els que són] forts en la batalla".